# Little Dolls (chanson d'Indochine)
Pour les articles homonymes, voir Little Dolls.
Singles de Indochine
Crash Me (Live) Play Boy
Pistes de La République des Meteors
Junior Song Le grand soir
Little Dolls est une chanson d'Indochine parue sur l'album La République des Meteors en 2009.

## Classements
| Classements                             | Meilleure position |
| --------------------------------------- | ------------------ |
| France (SNEP Téléchargement)            | 17                 |
| Québec                                  | 3                  |
| Belgique (Wallonie Ultratop 50 Singles) | 5                  |